# Docirava distata
Docirava distata är en fjärilsart som beskrevs av Louis Beethoven Prout 1941. Docirava distata ingår i släktet Docirava och familjen mätare. Inga underarter finns listade i Catalogue of Life.